# Jezioro Whillansa
Jezioro Whillansa – jezioro podlodowcowe położone pod strumieniem lodowym Whillans Ice Stream na Antarktydzie Zachodniej. Wiercenia przeprowadzone w 2013 roku pozwoliły dotrzeć do wód jeziora i przeprowadzić ich bezpośrednie badania, w tym odkryć żyjące w nim organizmy.

## Charakterystyka
Jezioro Whillansa ma powierzchnię około 59 kilometrów kwadratowych, przykryte jest lodem o grubości 800 metrów. Temperatura wody jeziora wynosi około –0,5 °C. Zostało nazwane na cześć glacjologa z Ohio State University, doktora Iana Whillansa.
Jezioro znajduje się 700 km od największej stacji polarnej Antarktyki, amerykańskiej bazy McMurdo. Jest położone w niecce ukrytej pod strumieniem lodowym Whillans Ice Stream na Wybrzeżu Siple’a, spływającym w kierunku Lodowca Szelfowego Rossa. Jezioro wypełnia duża ilość osadów, pochodzących z erozji podłoża przez lodowiec, przez co w miejscu odwiertu ma ono głębokość 1,5 m zamiast przewidywanych ok. 10 m. Ma ono połączenie z innymi okolicznymi jeziorami przez rzeki płynące pod lodowcem, które mogły nanieść do niego te osady. Woda z Jeziora Whillansa najprawdopodobniej odpływa przez taką rzekę ku Morzu Rossa, do którego uchodzi pod lodowcem szelfowym.

## Badania

### Badania geofizyczne
Jezioro przed wierceniem było badane metodami geofizycznymi, obejmującymi wykonanie profili radarowych i sejsmicznych, w sezonie letnim 2010/11 i 2011/12.

### Wiercenia
Wiercenia zostały wykonane w sezonie letnim 2012/13, w ramach programu naukowego Whillans Ice Stream Subglacial Access Research Drilling (WISSARD). 27 stycznia 2013 naukowcy przebili się przez pokrywę lodową docierając bezpośrednio do jeziora; zgodnie z planem woda z jeziora, będąca pod wysokim ciśnieniem, wpłynęła do odwiertu i wypełniła jego dolne 30 m. Dzień później z jeziora pobrano pierwsze próbki. W amerykańskiej ekspedycji brał udział polski glacjolog profesor Sławomir Tułaczyk. Do jeziora została spuszczona sonda opracowana przez NASA, która przeprowadziła pierwsze obserwacje w wodach jeziora podlodowcowego. Zespół zamierza kontynuować badania jeziora i związanego z nim systemu hydrologicznego w następnym sezonie (2013/14).

### Rezultaty
Analizy próbek pobranych z jeziora wskazują na to, że obecne jest w nim życie, są to najprawdopodobniej litotrofy odżywiające się substancjami nieorganicznymi. Uczeni stwierdzili, że w wodzie jest około 1000 bakterii na mililitr, co stanowi mniej więcej 1/10 typowej zawartości w oceanie. Jezioro jest odcięte od powierzchni od co najmniej 120 tysięcy lat (interglacjał eemski), a być może znacznie dłużej. Organizmy zamieszkujące górne warstwy mułu jeziora mogą oddychać tlenowo, dzięki przenikaniu tego gazu z lodowca powyżej, ale te żyjące w głębi oddychają beztlenowo.